# نهر بيريزينا
بيريزينا ويُنطق أيضا بيريسينا (بالبيلاروسية: Бярэ́зіна، بالروسية: Березина́) نهر ينبع في بيلاروسيا ويصب في نهر الدنيبر ومن ثم البحر الأسود ويبلغ طوله 613 كم، توجد على جانب النهر محمية بيريزينا الواقعة ضمن إطار تنمية الوعي البيئي التابع لمنظمة اليونسكو.

## المدن الرئيسية
تقع على النهر ثلاث مدن رئيسية؛ جميعها في بيلاروسيا، وهي:
- بابرويسك
- باريساو
- سفيتلاغورسك

## أهمية تاريخية
استمد النهر شهرته من مجمل الأحداث التاريخية التي شهدتها ضفافه، ولعل أبرزها:
- فقدان نابليون بونابرت 36,000 من جنوده أثناء عبوره النهر في نوفمبر 1812 بعد انسحابه من روسيا (طالع معركة بيريزينا) ومنذ ذلك الحين استُخدم لفظ بيريزينا (بالفرنسية: Berezina) للتعبير عن المصائب والكوارث الفاجعة؛ طالع أيضا مقال لمراجعة مسار الجيش الفرنسي خلال الحملة الفرنسية على روسيا.
- عبور الملك كارل الثاني عشر ملك السويد للنهر بجنوده في 25 يونيو 1708 لمحاربة القيصر بطرس الأكبر قيصر روسيا في إطار معارك حرب الشمال العظمى. (طالع ISBN 0-306-80863-3 من أجل التفاصيل)
- طالع أيضا معركة بيريزينا (توضيح).